# 제리 브라운
에드먼드 제럴드 "제리" 브라운(영어: Edmund Gerald "Jerry" Brown, Jr., 1938년 4월 7일 ~ )는 미국의 정치인이다.
캘리포니아주 샌프란시스코에서 태어났으며, 부친은 1959년 ~ 1967년 캘리포니아 주지사를 지낸 팻 브라운이다. 캘리포니아 대학교 버클리에서 학사학위를 받았고, 예일 로스쿨에서 법무박사(J.D.) 학위를 받았다. 캘리포니아 주로 돌아와 변호사로 활동하다 1971년 주무장관으로 선출되어 공직 생활을 시작했다. 1974년 민주당 소속으로 주지사 선거에 출마, 당선되어 1975년 ~ 1983년 부친의 대를 이어 주지사로 재직했다. 1976년 대통령 선거에 출마, 민주당 예비선거에서 지미 카터 후보를 위협하기도 했다. 1980년 대통령 선거에서도 예비선거에서 후보로 선출되지 못했다. 1982년 연방 상원의원 선거에 출마했으나, 낙선했다. 1983년 주지사직에서 물러난 후 잠시 정계를 은퇴하였으나, 1990년에 정계 복귀, 1992년 대통령 선거에 다시 도전하였다. 예비선거 초반, 그는 빌 클린턴 후보보다 유리한 위치에 있는 것으로 평가되었으나 지나치게 클린턴 후보를 공격한 것이 오히려 거부감을 일으켜 차츰 뒤쳐지게 되어 결국 후보로 지명받지 못했다. 1999년 ~ 2007년 오클랜드 시장을 지낸 후 2007년부터 주 법무장관으로 재직중이며, 2010년 주지사 선거에 출마하였다. 선거에서 보수유권자단체 티파티의 지지를 받은 멕 휘트먼 전 이베이 최고경영자와 접전을 벌였으나, 예상과 달리 비교적 큰 표차로 따돌리고 당선되어, 2011년 1월 28년 만에 다시 39대 캘리포니아 주의 주지사로 취임하게 되었다.

## 역대 선거 결과
| 선거명      | 직책명                      | 대수 | 정당   | 득표율 | 득표수      | 결과 | 당락                       |
| ----------- | --------------------------- | ---- | ------ | ------ | ----------- | ---- | -------------------------- |
| 1970년 선거 | 캘리포니아 주무장관         | 23대 | 민주당 | 50.41% | 3,234,788표 | 1위  | 캘리포니아주 주무장관 당선 |
| 1974년 선거 | 캘리포니아 주지사           | 34대 | 민주당 | 50.11% | 3,131,648표 | 1위  | 캘리포니아 주지사 당선     |
| 1978년 선거 | 캘리포니아 주지사           | 34대 | 민주당 | 56.05% | 3,878,812표 | 1위  | 캘리포니아 주지사 당선     |
| 1982년 선거 | 상원의원 (캘리포니아 제1부) | 98대 | 민주당 | 44.78% | 3,494,968표 | 2위  | 낙선                       |
| 1998년 선거 | 오클랜드 시장               | 47대 | 무소속 | 58.93% | 48,129표    | 1위  | 오클랜드 시장 당선         |
| 2002년 선거 | 오클랜드 시장               | 47대 | 무소속 | 63.54% | 42,892표    | 1위  | 오클랜드 시장 당선         |
| 2006년 선거 | 캘리포니아 법무장관         | 31대 | 민주당 | 56.29% | 4,756,184표 | 1위  | 캘리포니아주 법무장관 당선 |
| 2010년 선거 | 캘리포니아 주지사           | 39대 | 민주당 | 53.77% | 5,428,458표 | 1위  | 캘리포니아 주지사 당선     |
| 2014년 선거 | 캘리포니아 주지사           | 39대 | 민주당 | 59.97% | 4,388,368표 | 1위  | 캘리포니아 주지사 당선     |